# Loanne Duvoisin
Loanne Duvoisin (12 de abril de 1998) es una deportista suiza que compite en triatlón.
Ganó dos medallas en el Campeonato Mundial de Triatlón Campo a Través, oro en 2021 y plata en 2023. Además, obtuvo una medalla en el Campeonato Mundial de Xterra Triatlón de 2021 y tres medallas en el Campeonato Europeo de Xterra Triatlón entre los años 2019 y 2023.

## Palmarés internacional
| Campeonato Mundial | Campeonato Mundial           | Campeonato Mundial | Campeonato Mundial |
| Año                | Lugar                        | Medalla            | Prueba             |
| ------------------ | ---------------------------- | ------------------ | ------------------ |
| 2021               | Guijo de Granadilla (España) | Medalla de oro     | Individual         |
| 2023               | Ibiza (España)               | Medalla de plata   | Individual         |

| Campeonato Mundial | Campeonato Mundial           | Campeonato Mundial | Campeonato Mundial |
| Año                | Lugar                        | Medalla            | Prueba             |
| ------------------ | ---------------------------- | ------------------ | ------------------ |
| 2021               | Maui (Estados Unidos)        | Medalla de plata   | Individual         |
| Campeonato Europeo |                              |                    |                    |
| Año                | Lugar                        | Medalla            | Prueba             |
| 2019               | Prachatice (República Checa) | Medalla de bronce  | Individual         |
| 2022               | Prachatice (República Checa) | Medalla de bronce  | Individual         |
| 2023               | Namur (Bélgica)              | Medalla de oro     | Individual         |